# افتراء
الافتراء كلمة يقصد بها الكذب في حق أحدهم سوءًا. وعُدت صفةً مذمومةً عند الإنسان على مر الزمان.
ويرى المسلمون أنَّ هذه الصفة شكلٌ من أشكال الظلم، وقد ذُكرت بعض أنواعها في (القرآن الكريم) على وجه التحذير، وكان أشده الافتراء على الله. كما نهى عنها النبي محمد ﷺ في مواضع مختلفة. ولذلك حذر منها أيضًا فقهاء الإسلام من بعده، ويرى بعضهم أنَّها أكبر الذنوب. فخصصوا لتلك الصفة أبوابًا في كتبهم، وخطبهم، كما فصلوا في أنواعها لتبيانها والتحذير منها وبيان أسبابها وآثارها وطرق معالجتها، وجمعوا فيها أقوال السلف وشعر العرب الذي قيل في بيانها.

## التعريف
الافتراء لغةً: مصدر افترى يفتري افتراءً: إذا كذب، وفرى كذبًا فريًا: اختلقه. والفرى: جمع فرية وهي الكذبة.
اصطلاحًا:
- قال العسكري: (الافتراء:الكذب في حقِّ الغير بما لا يرتضيه).[2]
- قال السيوطي: (الافتراء: اختراع قضية لا أصل لها).[3]
- قال الكفوي: (الافتراء: هو العظيم من الكذب، يقال لمن عمل عملًا فبالغ فيه: إنه ليفري الفرى. ومعنى افترى: افتعل واختلق ما لا يصحُّ أن يكون؛ وما لا يصحُّ أن يكون أعمُّ مما لا يجوز أن يقال، وما لا يجوز أن يفعل).[4]

## الألفاظ المترادفة
تشترك الكلمات الثلاث (الإفتراء والبهتان والكذب ) في عدم مطابقة الخبر للواقع. الافتراء والبهتان: يكونان في حق الغير فقط.

### الكذب
الكذب قد يقع على سبيل الإفساد ويكون في حق النفس، وقد يكون على سبيل الإصلاح، كالكذب للإصلاح بين المتخاصمين، والكذب في الحرب.

### البهتان
البهتان: هو الكذب الذي يبهت سامعه، أي: يدهش ويتحير، وهو أفحش الكذب؛ لأنَّه إذا كان عن قصد يكون إفكًا.
- يقول أبو هلال العسكري: (البهتان: هو الكذب الذي يواجه به صاحبه على وجه المكابرة له).[6]

البهتان لغة
- يقول ابن منظور: (بهت الرجل يبهته بهتا، وبهتا، وبهتانا، فهو بهات أي قال عليه ما لم يفعله، فهو مبهوت. وبهته بهتا: أخذه بغتة .. والبهيتة البهتان … والبهتان: افتراء … وباهته: استقبله بأمر يقذفه به، وهو منه بريء، لا يعلمه فيبهت منه، والاسم البهتان. وبهت الرجل أبهته بهتا إذا قابلته بالكذب … وبهت فلان فلانا إذا كذب عليه، وبهت وبهت إذا تحير)[7]

البهتان اصطلاحا هو الكذب الذي يبهت سامعه، أي: يدهش ويتحير، وهو أفحش الكذب، لأنه إذا كان عن قصد يكون إفكًا.
- يقول أبو هلال العسكري: (البهتان: هو الكذب الذي يواجه به صاحبه على وجه المكابرة له).[8]
- يقول القرطبي: (البهتان من البهت، وهو أن تستقبل أخاك بأن تقذفه بذنب وهو منه بريء) .[8]

### الافتراء
استعماله لا يكون إلاّ في الإفساد. وهو الكذب الذي قد سُوِّي وحُسِّن في الظاهر؛ ليحسب أنه صدق.
الافتراء لغة
- يقول ابن منظور: (أفرى الرجل: لامه. والفرية: الكذب. فرى كذبا فريا وافتراه: اختلقه. ورجل فري ومفرى وإنه لقبيح الفرية … والفرية من الكذب .. وافترى الكذب يفتريه اختلقه … وفرى فلان كذا إذا خلقه، وافتراه: اختلقه، والاسم الفرية … الفرى: جمع فرية وهي الكذبة، وأفرى أفعل منه للتفضيل .. والفري: الأمر العظيم … وفلان يفري الفري إذا كان يأتي بالعجب في عمله. وفريت: دهشت وحرت).[10]

الافتراء اصطلاحا
- يقول العسكري: (الافتراء: .. الكذب في حق الغير بما لا يرتضيه) [11]
- يقول الكفوي: (الافتراء: هو العظيم من الكذب، يقال لمن عمل عملا فبالغ فيه: إنه ليفري الفرى. ومعنى افترى: افتعل واختلق مالا يصح أن يكون؛ ومالا يصح أن يكون أعم مما لا يجوز أن يقال وما لا يجوز أن يفعل).
- يقول السيوطي: (الافتراء: اختراع قضية لا أصل لها). [8]

## في الإسلام
نهى الإسلام عن الافتراء، وقال سبحانه (في سورة الأحزاب) فيمن يتكلم أو ينقل عن المؤمنين والمؤمنات ما لم يفعلوه: ﴿وَالَّذِينَ يُؤْذُونَ الْمُؤْمِنِينَ وَالْمُؤْمِنَاتِ بِغَيْرِ مَا اكْتَسَبُوا فَقَدِ احْتَمَلُوا بُهْتَانًا وَإِثْمًا مُبِينًا ۝٥٨﴾ [الأحزاب:58]
قال ابن كثير: (فقد احتملوا بهتانًا وإثمًا مبينًا، وهذا هو البهت البيِّن أن يحكي أو ينقل عن المؤمنين والمؤمنات ما لم يفعلوه، على سبيل العيب والتنقُّص لهم، ومن أكثر من يدخل في هذا الوعيد الكفرة بالله ورسوله، ثم الرافضة الذين يتنقصون الصحابة، ويعيبونهم بما قد برأهم الله منه، ويصفونهم بنقيض ما أخبر الله عنهم).
وقال الطبري: (فقد احتملوا بهتانًا وإثمًا مبينًا يقول: فقد احتملوا زورًا وكذبًا وفرية شنيعة، وبهتان: أفحش الكذب، وإثمًا مبينًا يقول: وإثمًا يبين لسامعه أنَّه إثم وزور).
وقال تعالى (في سورة العنكبوت):|﴿وَمَنْ أَظْلَمُ مِمَّنِ افْتَرَى عَلَى اللَّهِ كَذِبًا أَوْ كَذَّبَ بِالْحَقِّ لَمَّا جَاءَهُ أَلَيْسَ فِي جَهَنَّمَ مَثْوًى لِلْكَافِرِينَ ۝٦٨﴾ [العنكبوت:68]
وقال ابن كثير لا أحد أشدُّ عقوبة ممن كذب على الله، فقال: إنَّ الله أوحى إليه شيئًا، ولم يوحَ إليه شيء، ومن قال: سأنزل مثل ما أنزل الله وهكذا لا أحد أشدُّ عقوبة ممن كذَّب بالحقِّ لما جاءه، فالأول مفترٍ، والثاني مكذِّب ولهذا قال: أليس في جهنم مثوى للكافرين).
قال الطبري: (يقول تعالى ذكره: ومن أظلم أيُّها الناس ممن اختلق على الله كذبًا- فقالوا إذا فعلوا فاحشة: وجدنا عليها آباءنا، والله أمرنا بها، والله لا يأمر بالفحشاء- أو كذَّب بالحقِّ لما جاءه).
وقال تعالى (في سورة الممتحنة):| ﴿يَا أَيُّهَا النَّبِيُّ إِذَا جَاءَكَ الْمُؤْمِنَاتُ يُبَايِعْنَكَ عَلَى أَنْ لَا يُشْرِكْنَ بِاللَّهِ شَيْئًا وَلَا يَسْرِقْنَ وَلَا يَزْنِينَ وَلَا يَقْتُلْنَ أَوْلَادَهُنَّ وَلَا يَأْتِينَ بِبُهْتَانٍ يَفْتَرِينَهُ بَيْنَ أَيْدِيهِنَّ وَأَرْجُلِهِنَّ وَلَا يَعْصِينَكَ فِي مَعْرُوفٍ فَبَايِعْهُنَّ وَاسْتَغْفِرْ لَهُنَّ اللَّهَ إِنَّ اللَّهَ غَفُورٌ رَحِيمٌ ۝١٢﴾ [الممتحنة:12]
قال السعدي في قوله تعالى: (وَلا يَأْتِينَ بِبُهْتَانٍ يَفْتَرِينَهُ بَيْنَ أَيْدِيهِنَّ وَأَرْجُلِهِنَّ): البهتان: الافتراء على الغير، أي: لا يفترين بكلِّ حالة، سواء تعلَّقت بهنَّ وأزواجهنَّ، أو سواء تعلَّق ذلك بغيرهم.
كما نهي عنها في السنة، عن عائشة رضي الله عنها قالت: قال رسول الله ﷺ أعظم الناس فرية اثنان: شاعر يهجو القبيلة بأسرها، ورجل انتفى من أبيه
قال المناوي: ... (أعظم الناس فرية) -بالكسر- أي: كذبًا، (اثنان) أحدهما: (شاعر يهجو) من الهجو (القبيلة) المسلمة (بأسرها) أي كلَّها؛ لإنسان واحد منهم كان ما يقتضيه؛ لأنَّ القبيلة لا تخلو من عبد صالح، فهاجي الكلِّ قد تورَّط في الكذب على التحقيق؛ فلذلك قال: أعظم فرية).
وعن أبي هريرة  أنَّ رسول الله ﷺ قَالَ: «أَتَدْرُونَ مَا الْغِيبَةُ؟» قَالُوا: «اَللَّٰهُ وَرَسُولُهُ أَعْلَمُ.» قَالَ: «ذِكْرُكَ أَخَاكَ بِمَا يَكْرَهُ.» قِيلَ: «أَفَرَأَيْتَ إِنْ كَانَ فِي أَخِي مَا أَقُولُ؟» قَالَ: «إِنْ كَانَ فِيهِ مَا تَقُولُ فَقَدِ اغْتَبْتَهُ، وَإِنْ لَمْ يَكُنْ فِيهِ فَقَدْ بَهَتَّهُ.» 
قال النووي يقال بهتَه قلتَ فيه البهتان، وهو الباطل، والغيبة ذكر الإنسان في غيبته بما يكره، وأصل البهت أن يقال له الباطل في وجهه، وهما حرامان.
عن واثلة بن الأسقع قال: قال رسول الله ﷺ: (إنَّ مِن أعظم الفِرَى أن يدعي الرجل إلى غير أبيه، أو يُري عينه ما لم ترَ، أو يقول على رسول الله ﷺ ما لم يقل).
وعن عبادة بن الصامت  - وكان شهد بدرًا وهو أحد النقباء ليلة العقبة-: أنَّ رسول الله ﷺ قال وحوله عصابة من أصحابه:(بايعوني على أن لا تشركوا بالله شيئًا، ولا تسرقوا، ولا تزنوا، ولا تقتلوا أولادكم، ولا تأتوا ببهتان تفترونه بين أيديكم وأرجلكم، ولا تعصوا في معروف، فمن وفي منكم فأجره على الله، ومن أصاب من ذلك شيئًا، فعوقب في الدنيا، فهو كفارة له، ومن أصاب من ذلك شيئًا، ثم ستره الله، فهو إلى الله، إن شاء عفا عنه، وإن شاء عاقبه)) فبايعناه على ذلك.
قال البغوي: (معنى الحديث لا تبهتوا الناس افتراءً واختلافًا بما لم تعلموه منهم، فتجنوا عليهم من قبل أيديكم وأرجلكم، أي: قبل أنفسكم جناية تفضحونهم بها، وهم برآء، واليد والرجل كناية عن الذات)

## صور وأنواع الافتراء
- الافتراء على الله تعالى، ومن صوره:

1. التشريع في دين الله من غير المستند الشرعي، قال تعالى (في سورة يونس): ﴿قُلْ أَرَأَيْتُمْ مَا أَنْزَلَ اللَّهُ لَكُمْ مِنْ رِزْقٍ فَجَعَلْتُمْ مِنْهُ حَرَامًا وَحَلَالًا قُلْ آللَّهُ أَذِنَ لَكُمْ أَمْ عَلَى اللَّهِ تَفْتَرُونَ ۝٥٩ وَمَا ظَنُّ الَّذِينَ يَفْتَرُونَ عَلَى اللَّهِ الْكَذِبَ يَوْمَ الْقِيَامَةِ إِنَّ اللَّهَ لَذُو فَضْلٍ عَلَى النَّاسِ وَلَكِنَّ أَكْثَرَهُمْ لَا يَشْكُرُونَ ۝٦٠﴾ [يونس:59–60]
2. الإفتاء من دون علم، قال تعالى (في سور النحل): ﴿وَلَا تَقُولُوا لِمَا تَصِفُ أَلْسِنَتُكُمُ الْكَذِبَ هَذَا حَلَالٌ وَهَذَا حَرَامٌ لِتَفْتَرُوا عَلَى اللَّهِ الْكَذِبَ إِنَّ الَّذِينَ يَفْتَرُونَ عَلَى اللَّهِ الْكَذِبَ لَا يُفْلِحُونَ ۝١١٦﴾ [النحل:116]
3. ادعاء الولاية، والكرامة، قال تعالى: ((ومَنْ أَظْلَمُ مِمَّنِ افْتَرَىٰ عَلَى اللَّهِ كَذِبًا أَوْ قَالَ أُوحِيَ إِلَيَّ وَلَمْ يُوحَ إِلَيْهِ شَيْءٌ..)) [الأنعام:93]

- الكذب في الرؤيا: عن ابن عمر أن رسول الله ﷺ قال: (إن من أفرى الفرى أن يُري عينه ما لم ترَ).[23]

- الافتراء على الأنبياء والرسل: قال تعالى (في سورة المؤمنون): ﴿لَقَدْ وُعِدْنَا نَحْنُ وَآبَاؤُنَا هَذَا مِنْ قَبْلُ إِنْ هَذَا إِلَّا أَسَاطِيرُ الْأَوَّلِينَ ۝٨٣﴾ [المؤمنون:83] وفي حديث واثلة بن الأسقع يقول: قال رسول الله ﷺ: وفيه (أو يقول على رسول الله ﷺ ما لم يقل)).[24]

- الافتراء بانتساب الرجل إلى غير أبيه: فعن أمِّ المؤمنين عائشة  قالت: قال رسول الله ﷺ: (إنَّ أعظم الناس فِرْيَة... ورجل انتفى من أبيه وزنَّى أمه).[25]

- هجاء وسبُّ المؤمنين الأبرياء: عن عائشة قالت: قال رسول الله ﷺ: (إن أعظم الناس فرية لرجل هاجى رجلًا فهجا القبيلة بأسرها).[25]

## قصص عن الافتراء والبهتان
كانت قصة حادثة الإفك حيث اتهم المنافقون عائشة (زوجة النبي محمد ﷺ ) حتى أنزل الله براءتها في القرآن في سورة النور، قال تعالى: ﴿إِنَّ الَّذِينَ جَاءُوا بِالْإِفْكِ عُصْبَةٌ مِنْكُمْ لَا تَحْسَبُوهُ شَرًّا لَكُمْ بَلْ هُوَ خَيْرٌ لَكُمْ لِكُلِّ امْرِئٍ مِنْهُمْ مَا اكْتَسَبَ مِنَ الْإِثْمِ وَالَّذِي تَوَلَّى كِبْرَهُ مِنْهُمْ لَهُ عَذَابٌ عَظِيمٌ ۝١١ لَوْلَا إِذْ سَمِعْتُمُوهُ ظَنَّ الْمُؤْمِنُونَ وَالْمُؤْمِنَاتُ بِأَنْفُسِهِمْ خَيْرًا وَقَالُوا هَذَا إِفْكٌ مُبِينٌ ۝١٢ لَوْلَا جَاءُوا عَلَيْهِ بِأَرْبَعَةِ شُهَدَاءَ فَإِذْ لَمْ يَأْتُوا بِالشُّهَدَاءِ فَأُولَئِكَ عِنْدَ اللَّهِ هُمُ الْكَاذِبُونَ ۝١٣ وَلَوْلَا فَضْلُ اللَّهِ عَلَيْكُمْ وَرَحْمَتُهُ فِي الدُّنْيَا وَالْآخِرَةِ لَمَسَّكُمْ فِي مَا أَفَضْتُمْ فِيهِ عَذَابٌ عَظِيمٌ ۝١٤ إِذْ تَلَقَّوْنَهُ بِأَلْسِنَتِكُمْ وَتَقُولُونَ بِأَفْوَاهِكُمْ مَا لَيْسَ لَكُمْ بِهِ عِلْمٌ وَتَحْسَبُونَهُ هَيِّنًا وَهُوَ عِنْدَ اللَّهِ عَظِيمٌ ۝١٥ وَلَوْلَا إِذْ سَمِعْتُمُوهُ قُلْتُمْ مَا يَكُونُ لَنَا أَنْ نَتَكَلَّمَ بِهَذَا سُبْحَانَكَ هَذَا بُهْتَانٌ عَظِيمٌ ۝١٦﴾ [النور:11–16]
والقصة مشهورة معروفة وهي في الصحيح)

## في أمثال وأشعار العرب
وقال منصور بن إسماعيل:
- قولهم (يا للأفيكة):وهي فعيلة من الإفك وهو الكذب.

- وقولهم: (يا للبهيتة): وهي البهتان.

- وقولهم: (يا للعضيهة): هي مثلهما في المعنى. يضرب عند المقالة يرمى صاحبها بالكذب، واللام فيها كلِّها للتعجب.[28]